# Giovanni del Ponte
Ne doit pas être confondu avec Giovanni da Ponte.
Giovanni del Ponte ou Giovanni dal Ponte né Giovanni di Marco  (Florence, 1385 - 1437) est un peintre italien gothique  actif au début du XVe siècle.

## Biographie
Confondu par Vasari avec un suiveur de Giotto, il passe pour avoir été élève de Spinello Aretino. Il entra aux Arte dei Medici e degli Speziali en 1410 et à la Confrérie de saint Luc en 1413. Condamné à la prison pour dettes en 1424, il devait encore rembourser un menuisier trois ans plus tard. À la fin des années 1420, il ouvrit son propre atelier et s'associa au peintre Smeraldo di Giovanni (env. 1365-ap. 1442). Parce que son atelier était près de Santo Stefano a Ponte (Florence), Giovanni di Marco fut surnommé del Ponte. Sa production y fut variée et prolifique jusqu'à sa mort.
Ses œuvres principales, composées de retables, fresques et cassoni, furent influencées par le courant gothique international de Lorenzo Monaco, Gherardo Starnina, Lorenzo Ghiberti ainsi que d'Arcangelo di Cola da Camerino.

## Œuvres
- Adoration des mages, Musées royaux des beaux-arts de Belgique.
- Résurrection du Christ, Minneapolis Institute of Arts, Minnesota.
- Vierge à l'Enfant et anges (1410), Blanton Museum of Art,  University of Texas, Austin
- Vierge à l'Enfant et anges (1425), Fitzwilliam Museum, University of Cambridge,Royaume-Uni
- Vierge à l'Enfant et anges (vers 1430), San Francisco De Young Museum.
- Couronnement de la Vierge, triptyque, musée Condé, Chantilly.
- Madone avec saint Georges et saint Michel, Columbia Museum of Art, Caroline du Sud.
- Mariage mystique de sainte Catherine (1421), musée de Budapest.
- Ascension de saint Jean l'Évangéliste (1410-1420), polyptyque, tempera à l'œuf sur bois de  207 cm × 250 cm, National Gallery, Londres.
- Annonciation  (1434), triptyque, église S. Maria, Rosano.
- Annonciation (1435), triptyque, Bibliothèque apostolique vaticane.
- Arts libéraux  (1435), cassone, Prado museum, Madrid.
- Dante et Pétrarque, cassone, Fogg Art Museum, Cambridge
- Jardin d'Amour , cassone, musée Jacquemart-André, Paris.
- Martyre de saint Barthélemy (1434-1435), fresque, chapelle Scali, église Santa Trinita, Florence.
- Justice Universelle (1420-1425), Cappella del Giudizio, Cathédrale de Pistoia[1].
- Retouches du tableau de Giovanni del Biondo, Sainte Catherine d'Alexandrie entrourée d'épisodes de sa vie, Museo dell'Opera del Duomo (Florence)
- Le Couronnement de la vierge avec quatre anges musiciens, saint François, saint Jean-Baptiste, saint Yves et saint Dominique, au registre supérieur L'Ange de l'Annonciation, Le Christ aux limbes, La Vierge de l'Annonciation, Galleria dell'Accademia de Florence[2].

## Sources
- x